# Campa carogna... la taglia cresce
Campa carogna... la taglia cresce è un film western del 1973, diretto da Giuseppe Rosati.

## Trama
In Texas tre soldati americani e un cacciatore di taglie si uniscono per salvare Fort Apache, attaccato da un gruppo di fuorilegge messicani, guidati da "El Supremo", un capo mezzo matto.